# Hyperoche capucinus
A Hyperoche capucinus é uma espécie de pulga do mar comum de águas geladas.